# الکساندر اورینوف
الکساندر اورینوف (انگلیسی: Aleksandr Urinov؛ زادهٔ ۲۴ فوریهٔ ۱۹۷۳) ورزشکار وزنه‌برداری اهل ازبکستان است.